# Muhammad Zia-ul-Haq
Muhammad Zia-ul-Haq, em urdu محمد ضياء الحق, (Jalandhar, 12 de agosto de 1924 — Baaualpur, 17 de agosto de 1988) foi um político e militar paquistanês, presidente de seu país entre 1978 e 1988.

## Biografia

### Ascensão
Instruído na "Escola de Quetta", durante a Segunda Guerra Mundial serviu como soldado no exército britânico em campanhas na Indonésia, Birmânia e Malásia e terminou como oficial, em 1945. Com a partilha do subcontinente indiano em 1947, Zia integrou as forças armadas paquistanesas.
Em 1964 Zia tornou-se tenente coronel, em 1969 ascendeu à general de brigada e, em 1972, a general de divisão. Neste período, participou das Segunda (1965) e Terceira (1971) Guerras indo-paquistanesas. Ele também chegou a combater com o Exército Real da Jordânia durante a guerra civil nesse país - o "Setembro Negro" - contra militantes da OLP, tendo inclusive sido condecorado pelo rei Hussein. Em abril de 1975 foi promovido a tenente general e em 1 de março de 1976, o primeiro-ministro Zulfikar Ali Bhutto o nomeou chefe do Estado Maior do exército paquistanês.

### Golpe militar
Após as eleições legislativas vencidas pelo Partido Popular do Paquistão, em meio a acusações de fraude pela oposição, o general Zia encabeçou um golpe de Estado no dia 5 de julho de 1977, que suspendeu os partidos políticos e proclamou lei marcial.
Apesar de afirmar inicialmente que sua permanência no poder seria temporária, até que o Paquistão recuperasse a estabilidade interna, Zia adiou indefinidamente eleições e, contra apelos internacionais, não impediu a execução de Ali Bhutto em 1979, condenado por suposta cumplicidade no assassinato de um rival político.
Convertido em ditador (formalmente assumiu a presidência paquistanesa em setembro de 1978), Zia reprimiu com severidade protestos da oposição civil e empreendeu uma paulatina islamização da sociedade paquistanesa, no que foi apoiado pelos partidos tradicionais e opositores do laicismo implementado por Bhutto. Embora este caminho desagradasse os Estados Unidos, a Casa Branca seguiu apoiando economicamente o regime de Zia, que dava suporte aos guerrilheiros mujahidins afegãos na luta contra o regime pró-soviético em Cabul.
Em 19 de dezembro de 1984, Zia submeteu a referendo sua política islamizante, com resultado favorável de 97,7 % de votos, sobre uma participação de 62,1%. Em 25 de fevereiro de 1985, ocorreram as primeiras eleições legislativas no país desde 1977 e, no final desse ano, Zia suspendeu a lei marcial.

### Morte
Em 29 de maio de 1988, endureceu o regime novamente com a dissolução da Assembleia Nacional e a destituição do primeiro-ministro Muhammad Khan Junejo, tendo o próprio Zia assumido o posto. Em 15 de junho, o ditador decretou a sharia (lei islâmica) passava a ser a ter valor de lei oficial no Paquistão. Em 17 de agosto, o avião em que viajavam Zia, o embaixador dos Estados Unidos e outras 28 pessoas, foi sabotado e caiu minutos depois de decolar do aeroporto de Bahawalpur. Com a morte de Zia, Ghulam Ishaq Khan assumiu a presidência provisória do Paquistão.